# Oliver Schmitz
Oliver Schmitz (ur. 1960 w Kapsztadzie) – południowoafrykański reżyser i scenarzysta filmowy i telewizyjny.

## Życiorys
Dorastał w Kapsztadzie w środowisku artystycznym. W latach 1981-83 prowadził tam kultowy klub nocny Scratch, który skutecznie sprzeciwiał się segregacji rasowej i polityce apartheidu oraz był wylęgarnią młodych, niepokornych talentów.
Jego pełnometrażowy debiut fabularny, Złodziej (1988), miał swoją premierę w sekcji „Un Certain Regard” na 41. MFF w Cannes. Zaangażowany politycznie film w sposób bezkompromisowy krytykował wciąż obowiązujący w RPA apartheid. Zakazany w kraju pochodzenia, obraz po latach uznany został za klasyk kina z kontynentu afrykańskiego.
W ramach tej samej sekcji festiwalowej prezentowany był ponad 20 lat później kolejny głośny film Schmitza, dramat Przede wszystkim życie (2010). Zdobył on Nagrodę im. François Chalais na 63. MFF w Cannes. Obraz był historią młodej dziewczyny mieszkającej w społeczności dziesiątkowanej przez AIDS. Film był oficjalnym kandydatem RPA do Oscara dla najlepszego filmu międzynarodowego i znalazł się nawet na skróconej liście, ale ostatecznie nie zdobył nominacji.
Schmitz od 2000 r. mieszka i tworzy w Berlinie, pracując zarówno w filmie, jak i telewizji.

## Wybrana filmografia
- 1988: Złodziej (Mapantsula)
- 2000: Historie kryminalne (Hijack Stories)
- 2004: Gdzie jest księżniczka (Prinzessin macht blau)
- 2006: Zakochany Paryż (Paris, je t'aime) – segment "Place des Fêtes"
- 2010: Przede wszystkim życie (Le secret de Chanda)
- 2013: Wyspa nadziei (Willkommen im Club)
- 2016: Pasterze i rzeźnicy (Shepherds and Butchers)[6]